# Ours
«Ours» — шостий сингл третього студійного альбому американської кантрі-співачки Тейлор Свіфт — Speak Now. В США сингл вийшов 8 листопада 2011 року. Пісня написана Тейлор Свіфт; спродюсована Нейтаном Чапманом та Тейлор Свіфт. Музичне відео зрежисоване Декланом Вайтблумом; відеокліп вийшов 2 грудня 2011 року.

## Музичне відео
Музичне відео зрежисоване Декланом Вайтблумом, який раніше працював зі Свіфт над відеокліпом до синглу «Mean». Прем'єра музичного відео відбулась 2 грудня 2011 року на E! News та сайті E! Online.
Станом на березень 2024 року музичне відео мало 110 мільйонів переглядів на відеохостингу YouTube.

## Список пісень
- Цифрове завантаження[2]

1. «Ours» — 3:57

- CD-сингл

1. «Ours» — 3:58
2. «Ours» (жива версія) — 4:12

## Чарти
Тижневі чарти
| Чарт (2010-12)                       | Місце |
| ------------------------------------ | ----- |
| Australian Singles Chart             | 91    |
| Canada (Canadian Hot 100)            | 68    |
| Canada Country (Billboard)           | 1     |
| UK Singles (Official Charts Company) | 181   |
| US Billboard Hot 100                 | 13    |
| US Hot Country Songs (Billboard)     | 1     |

Річні чарти
| Чарт (2012)                    | Місце |
| ------------------------------ | ----- |
| US Billboard Hot Country Songs | 37    |

## Продажі
| Країна     | Сертифікація (таблиця продажів та сертифікатів) | Продажі    |
| ---------- | ----------------------------------------------- | ---------- |
| США (RIAA) | Платина                                         | +1,500,000 |

## Історія релізів
| Країна | Дата              | Формат               | Лейбл               |
| ------ | ----------------- | -------------------- | ------------------- |
| США    | 8 листопада 2011  | Цифрове завантаження | Big Machine Records |
| США    | 21 листопада 2011 | CD-сингл             | Big Machine Records |
| США    | 5 грудня 2011     | Кантрі радіо         | Big Machine Records |